# Gérard Simond
Gérard Simond (* 11. Mai 1904 in Chamonix; † 9. Januar 1955) war ein französischer Eishockeyspieler.

## Karriere
Gérard Simond war französischer Nationalspieler. Er nahm mit Frankreich an den Olympischen Winterspielen 1928 in St. Moritz teil und erzielte in drei Spielen zwei Tore. Außerdem nahm er an den Weltmeisterschaften 1930, 1931 und 1934 sowie an der Europameisterschaft 1932 teil.
Auf Vereinsebene spielte er von 1924 bis 1939 für den Chamonix Hockey Club, mit dem er sieben Mal Französischer Meister wurde. In der Saison 1929/30 war er beim 2:0-Finalsieg gegen den Club des Sports d’Hiver de Paris einer der Torschützen.
In der Saison 1926/27 spielte er beim besten deutschen Verein Berliner Schlittschuhclub, z. B. beim Spiel gegen den Tegeler EV – da der Einsatz von Ausländern jedoch verboten war, wurde das Spiel für den Schlittschuhclub als verloren gewertet.

## Erfolge und Auszeichnungen
- 1930 Französischer Meister mit dem Chamonix Hockey Club